# Anglais (salle de cinéma)

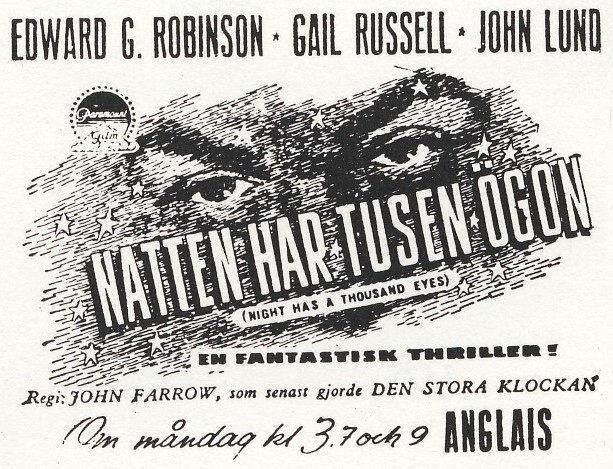
Affiche du 20 novembre 1948 annonçant la projection de Natten har tusen Ögon, soit Les Yeux de la nuit en suédois.

Pour les articles homonymes, voir Anglais (homonymie).
L'Anglais, ou le Festival à partir de 1968, est une ancienne salle de cinéma située au numéro 26 de la voie publique Biblioteksgatan, à proximité de la place Stureplan, dans la ville de Stockholm, en Suède. Le cinéma a ouvert ses portes en juillet 1943 et a définitivement fermé en septembre 1984.
Le cinéma s'est installé dans des bâtiments nouvellement construits, dans le bloc de bâtiments connu sous le nom de Kvarteret Ladugårdsgrinden, entre la place Stureplan et le parc Humlegården. Les bâtiments, conçus par l'architecte JA Stark, ont été construits durant les années 1942 et 1943.
La salle accueillait également des concerts. Le britannique Tommy Steele s'y est notamment produit le 9 septembre 1957, entrainant des scènes d'hystérie collective de ses fans.

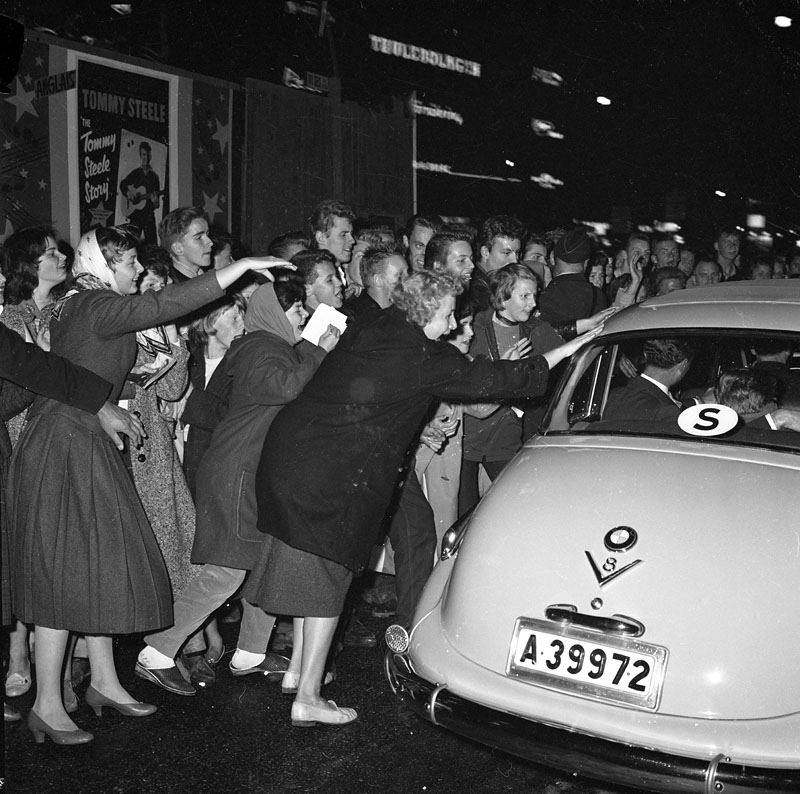
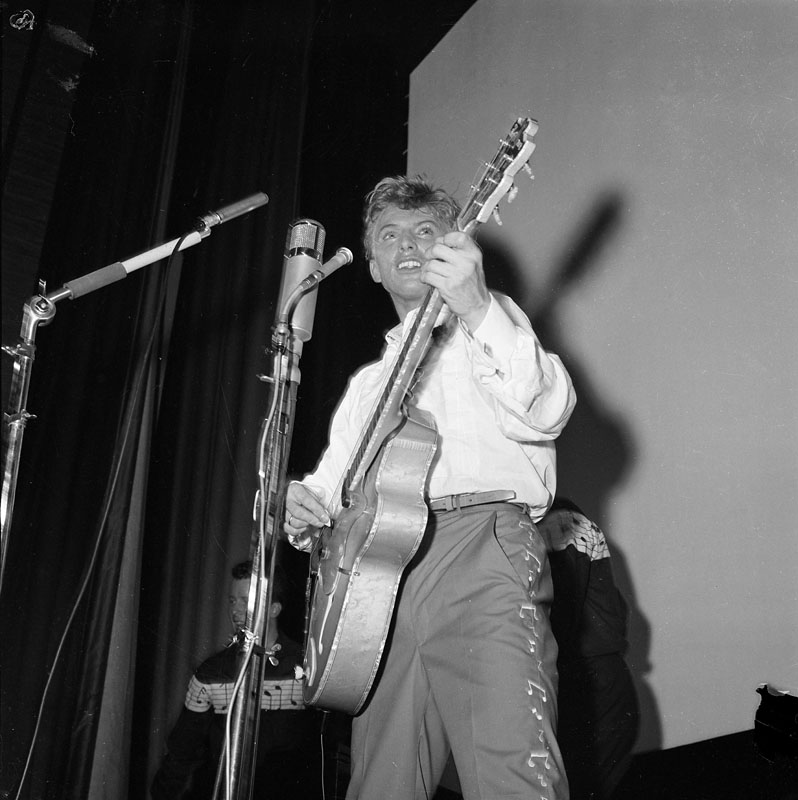
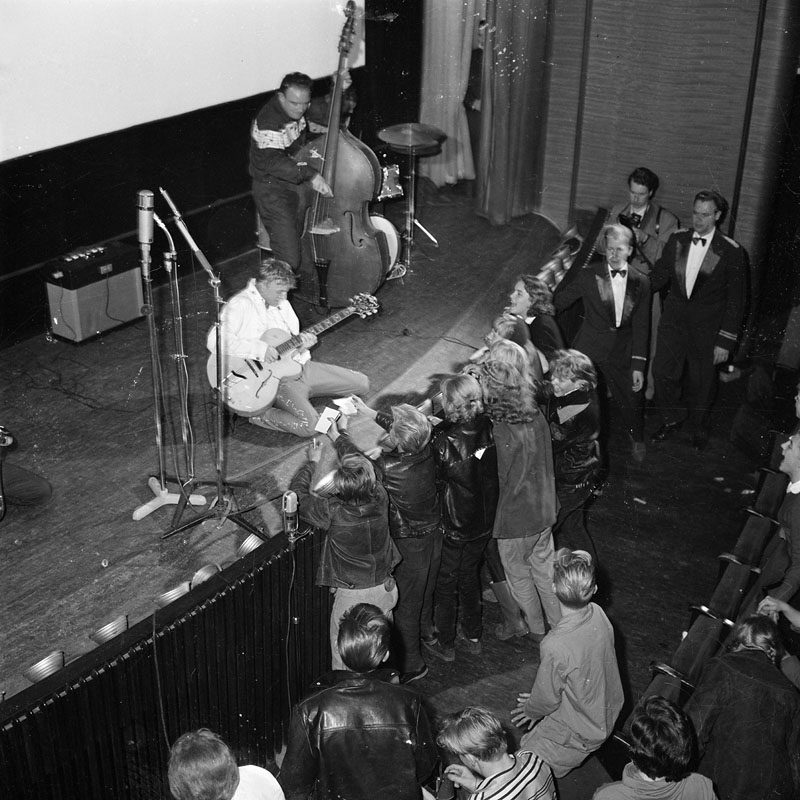
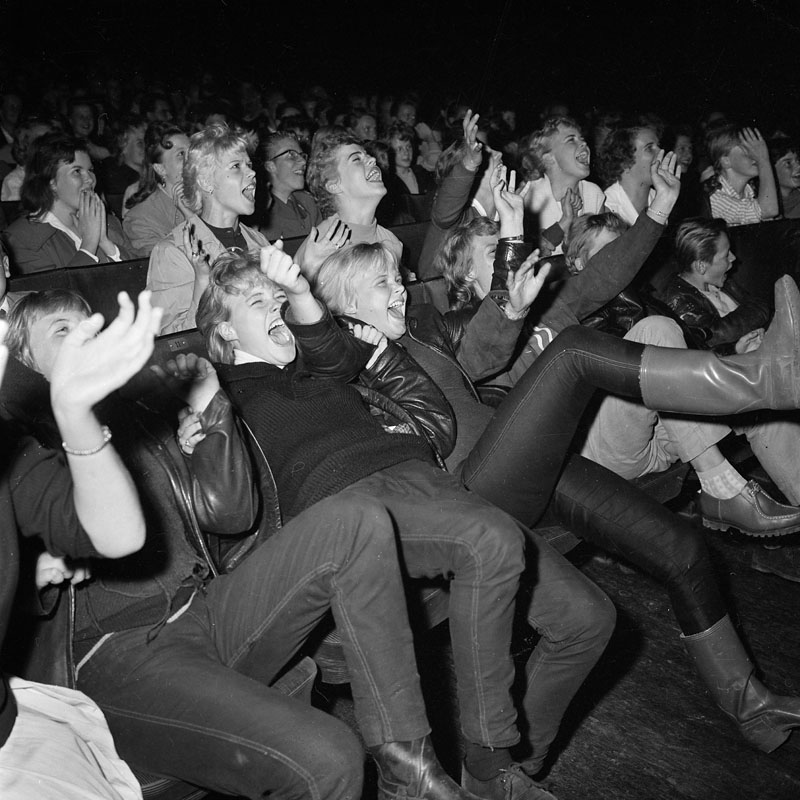

## Sources
- (sv) Cet article est partiellement ou en totalité issu de l’article de Wikipédia en suédois intitulé « Biograf Anglais » (voir la liste des auteurs).